# The Little Lulu Show
The Little Lulu Show (La Pequeña Lulú y El Show de La Pequeña Lulú en Hispanoamérica y España) es una serie animada canadiense-estadounidense-alemán, basada en el cómic de Marjorie Henderson Buell, La Pequeña Lulú.
El show, que fue producido por Nelvana Limited CINAR , TMO-Loonland Film GmbH , Golden Books Family Entertainment  y salió al aire en Family Channel y CTV desde el año 1995 hasta 1999, mostraba las aventuras de la niña Lulú Mota y sus amigos. Estas pequeñas historias de unos minutos de duración, se intercalaban con stand ups de comedia que la misma protagonista hacía.

## Trama
¡La ingeniosa Lulú puede burlar a los niños, a los matones e incluso a los adultos! Ya sea cazando ranas para un restaurante local, buscando un tesoro escondido o persiguiendo a un ladrón, la pequeña Lulú siempre tiene un as bajo la manga. Junto con su mejor amigo Toby, el diminuto Memo, la dentada Anita, el suave Tino y el resto de la pandilla del vecindario, Lulú siempre se encuentra en medio de una aventura.
La serie se centra en la vida y las aventuras de Lulu Mota (con la voz de Tracey Ullman y más tarde Jane Woods) y Toby Tapia. Entre las historias llamadas LuluToon , presentaron comedia stand-up que Lulú presentó y también se muestra una serie de cortos musicales llamados Lulu-Bite(Casos de Lulú). Cada episodio contiene 3 sketches con las diferentes historias, intercalados con un "stand up-comedia" presentado por Lulú y 2 breves introducciones de 30 segundos sin discursos, basadas en las últimas historias del cómic (con sólo 3 escenas).
Cada historia presentada en LuluToons se utiliza de lanzamientos de cómics (incluidos los de John Stanley), con modificaciones menores.
La serie es diferente de Little Lulu and Her Little Friends, un anime japonés con los mismos personajes realizado en 1976 y transmitido internacionalmente en 1978.

## Transmisión
La serie se emitió en HBO y HBO Family en Estados Unidos y en CTV en Canadá. La serie continuó transmitiéndose en Family Channel , Teletoon Retro (inglés y francés), VRAK.TV y TeleNiños (doblaje en español solamente). En países extranjeros, la serie también se transmite en la cadena australiana ABC (parte de ABC for Kids), Rai 2 , E-Junior , Cartoon Network y TV Globo .

## Personajes
- Lulú Mota (Lulu Moppet en la versión original):  La protagonista de la serie. Es una niña muy simpática, madura, y pícara en algunas oportunidades, es ingeniosa, divertida, entusiasta y siempre ayuda sus amigos (especialmente a Toby) a salir de problemas grandes, aunque a veces también hace travesuras con ellos. Siempre lleva un vestido rojo y un moño del mismo color en el cabello.
- Anita (Annie Inch en la versión original): Mejor amiga de Lulú y hermana de Fito, también —al igual que Fito en relación con Toby— un poco más baja de estatura que Lulú. Es peleadora, descuidada y un poco brusca, sin embargo, siempre es compañera de aventuras de Lulú.
- Gloria (Gloria Goode Darling en la versión original): Es la niña guapa y presumida del barrio, al igual que Pepe, su familia tiene mucho dinero, y es por eso que se relaciona más con él, que con los demás. Casi todos los niños del vecindario están enamorados de ella.
- Toby Tapia (Tubby Thompkins en la versión original): Es un niño rubio, algo gordito, líder del denominado "Club de Toby", donde se reúne con los niños que son sus amigos. Muestra a veces una personalidad egoísta y algo machista con la niñas, pero en ocasiones las ayuda. Muy amigo de Lulú, está un poco enamorado de ella, aunque siempre intenta conquistar a Gloria.
- Fito (Iggy Inch en la versión original): Fiel amigo de Toby. Se caracteriza por tener la cabeza rapada, por ser un poco más pequeño de estatura que sus compinches y por tener una personalidad más fuerte y temperamental. Usa siempre un beetle blanco.
- Tino (Willie Wilkins en la versión original): Junto a Fito y Paco es uno de los mejores amigos de Toby, aunque a diferencia de ellos, Tino parece ser más maduro y simpático con las niñas y con las personas. Lleva siempre una boina en su cabeza, tiene el pelo negro y usa una chaqueta verde.
- Paco (Eddie Stimson en la versión original): miembro del Club de Toby junto a Tino, Fito y Toby. Suele ser el más inteligente del clan y quien suele idear los planes. Tiene el pelo rubio y usa siempre una gorra azul y un suéter rojo.
- Pepe del Salto (Wilbur Van Snobbe en la versión original): Niño rico y muy superficial. Mira en menos al resto de los niños y es engreído, trata de pelear por el amor de Gloria, llenándola con caros regalos. No es miembro oficial del Club de Toby, pero suele participar con ellos en sus aventuras.
- Memo (Alvin Jones en la versión original): Es un niño pequeño, vecino de Lulú, casi siempre quiere jugar con ella, es llorón y un poco malcriado. Usa un jockey azul y una jardinera del mismo color.
- Jorge y Marta Mota (George y Martha Moppet en la versión original): son los padres de Lulú, los dos son algo gorditos, ella es muy cariñosa y preocupada, mientras él es esforzado y algo gruñón. Son muy amigos y vecinos de los padres de Toby.
- Los Chicos del Oeste: Pandilla de unos 4 niños enemigos del Club de Toby y de Lulú y sus amigos, son matones, agresivos y tienen mala fama en su barrio (presuntamente viven en el lado oeste del pueblo, de ahí su apodo).

## Episodios
| Temporada | Temporada | Segmentos | Episodios | Episodios | Emisión original        | Emisión original        |
| Temporada | Temporada | Segmentos | Episodios | Episodios | Primera emisión         | Última emisión          |
| --------- | --------- | --------- | --------- | --------- | ----------------------- | ----------------------- |
|           | 1         | 18        | 6         | 6         | 22 de octubre de 1995   | 26 de diciembre de 1995 |
|           | 2         | 60        | 20        | 20        | 3 de mayo de 1996       | 4 de julio de 1996      |
|           | 3         | 78        | 26        | 26        | 30 de noviembre de 1998 | 21 de febrero de 1999   |

## Reparto
| Personaje                 | Actor de Voz (EE. UU.)                                | Actor de Voz (Hispanoamérica)                       |
| ------------------------- | ----------------------------------------------------- | --------------------------------------------------- |
| Lulú Mota                 | Tracey Ullman (Temp. 1) Jane Woods (Temps. 2–3)       | María Fernanda Morales                              |
| Toby Tapia                | Bruce Dinsmore                                        | Gabriel Gama                                        |
| Anita                     | Michael Caloz (Temps. 1–2) Vanessa Lengies (Temp. 3)  | Cristina Hernández                                  |
| Fito                      | Dawn Ford                                             | Yamil Atala                                         |
| Tino                      | Andrew Henry (Temps. 1–2) Ricky Mabe (Temp. 3)        | José Antonio Macías                                 |
| Eddie                     | Justin Bradley (Temps. 1-2) Michael Yarmush (Temp. 3) | Eduardo Garza                                       |
| Pepe del Salto            | Jacob Tierney                                         | Isabel Martiñón                                     |
| Gloria                    | Angelina Boivin                                       | Norma Iturbe                                        |
| Memo                      | Ajay Fry (Temps. 1–2) Jonathan Koensgen (Temp. 3)     | Araceli de León (Temps. 1-2) Laura Torres (Temp. 3) |
| Marta Mota                | Pauline Little                                        | Maggie Vera                                         |
| Jorge Mota                | Gary Jewell                                           | Sergio Castillo                                     |
| Sra. Tapia                | Susan Glover                                          | ¿?                                                  |
| Sr. Tapia                 | Terrence Scammell                                     | ¿?                                                  |
| Oficial Magaña            | Terrence Scammell                                     | Jorge Santos (Temps. 2-3)                           |
| Margarita                 | Angelina Boivin                                       | ¿?                                                  |
| Jeannie y Joannie         | Danielle Desormeaux                                   | ¿?                                                  |
| Janie                     | Danielle Desormeaux                                   | ¿?                                                  |
| Sra. Feeny                | Ellen David                                           | ¿?                                                  |
| Butch, el Chico del Oeste | Michael Yarmush                                       | ¿?                                                  |